# Nika Kocharov & Young Georgian Lolitaz
Young Georgian Lolitaz (Молоді грузинські Лоліти) — грузинський рок-гурт, заснований 2000 року Нікою Кочаровим. 2016 року гурт представляв Грузію на Пісенному конкурсі Євробачення 2016 із піснею «Midnight Gold».